# Kreuzergeschwader der Kaiserlichen Marine

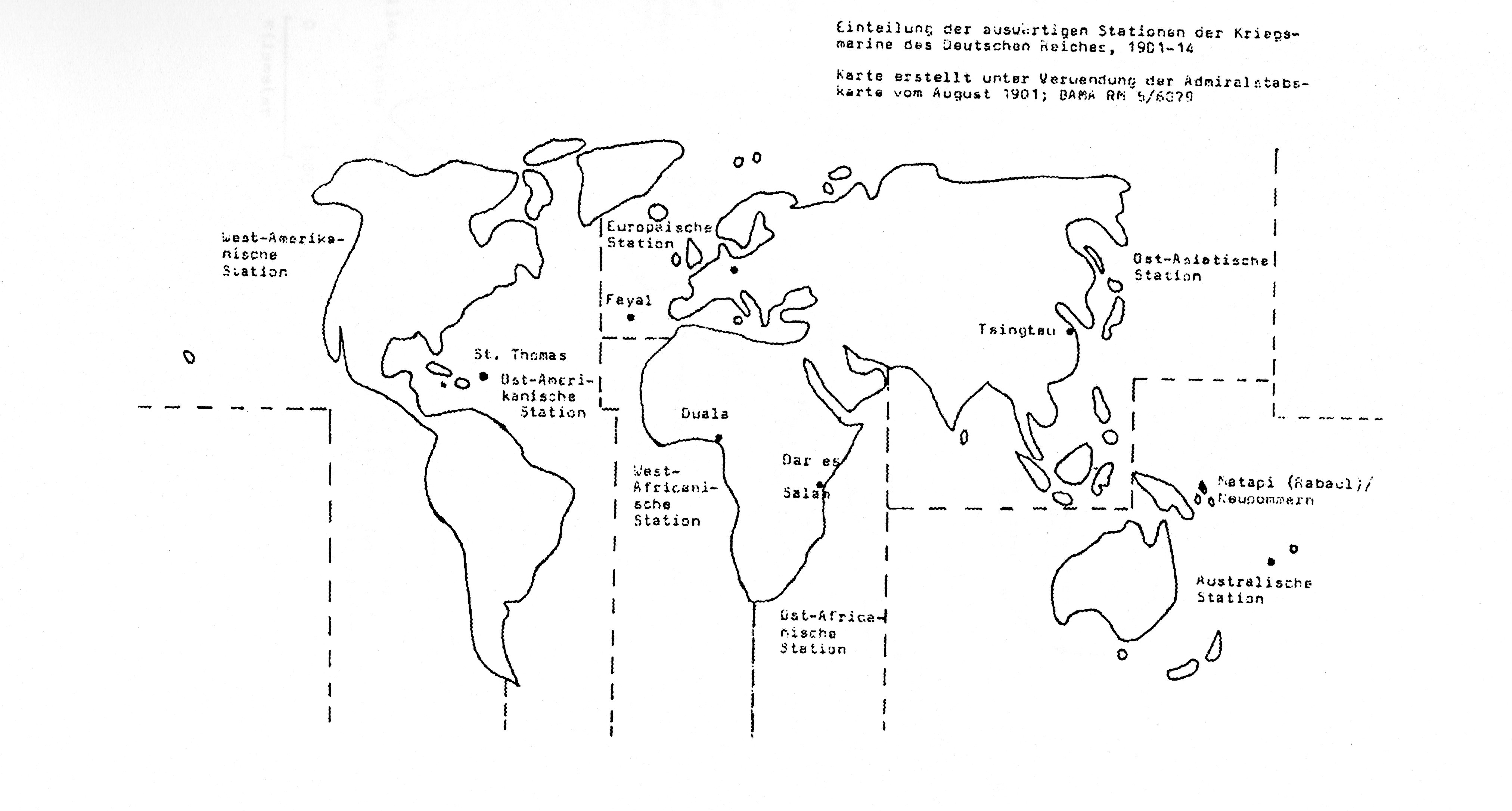
Karte der Auslandsstationen der Kaiserlichen Marine 1901–1914

Als Kreuzergeschwader bezeichnet man im Allgemeinen Verbände von Kriegsschiffen, vorwiegend von Kreuzern, in Geschwaderstärke. Zu ihren Aufgaben gehörten die Sicherung der Handelswege über See, Operationen an feindlichen Küsten und das Aufspüren und Bekämpfen gegnerischer Geleitzüge und Kriegsschiffverbände.
In der deutschen kaiserlichen Marine wurden Kreuzergeschwader zur Unterstützung der Kolonialpolitik des Reiches entsandt, um Aufstände, Unruhen und Streitigkeiten in den Kolonien zu befrieden. Es gab mehrere ostasiatische, ostafrikanische und westafrikanische Kreuzergeschwader, darüber hinaus auch zwei ostasiatische und eine ostamerikanische Kreuzerdivision.
Das erste ständige Kreuzergeschwader wurde Anfang 1881 in Tschifu (China) unter Kapitän zur See und Kommodore Louis von Blanc gebildet. Die übliche Bezeichnung war daher Ostasiatisches Kreuzergeschwader, obwohl es auch vor Australien, in der Südsee und schließlich vor Ostafrika auftrat. Von 1886 bis 1893 stellte die Kaiserliche Marine ein permanentes Kreuzergeschwader auf, das in der Region zwischen der Ostküste Afrikas, Australien und der Westküste Südamerikas pendelte. Dieses Geschwader sollte 1893 aus Kostengründen aufgegeben werden. Der chinesisch-japanische Krieg (1894) jedoch zwang alle Großmächte, ihre Einheiten in Ostasien aufzustocken.

## Westafrikanisches Geschwader 1884–1885
Am 14. Juli 1884 schloss Gustav Nachtigal in Anwesenheit des Kanonenbootes Möwe in Bellstadt (Douala) Schutzverträge mit Headmen der Duala, hisste die deutsche Flagge und nahm für das Deutsche Reich Kamerun als Kolonie Deutsch-Westafrikas in Besitz. Danach verließ die Möwe ihr Stationsgebiet vor Kamerun und nahm Flaggenhissungen in den Küstengebieten von Gabun, Togo und Angola vor. Anschließend beteiligte sie sich an der Gründung der Kolonie Deutsch-Südwestafrika.
Inzwischen wurden die deutschen Wirtschaftsinteressen in Kamerun, vor allem die Niederlassungen der Hamburger Reederei Carl Woermann sowie der Firma Jantzen & Thormählen, durch Annexionsmaßnahmen anderer europäischer Mächte an der afrikanischen Westküste gefährdet. Schon bald kam es auch zu Aufständen der einheimischen Bevölkerung, die von englischen Kolonialisten geschürt wurden. Am 30. September 1884 gab Kaiser Wilhelm I. den Befehl zur Aufstellung eines Westafrikanischen Geschwaders unter dem Befehl des Chefs des Stabes der Admiralität, Konteradmiral Eduard von Knorr. Er setzte am 15. Oktober seine Flagge auf der Kreuzerfregatte Bismarck.

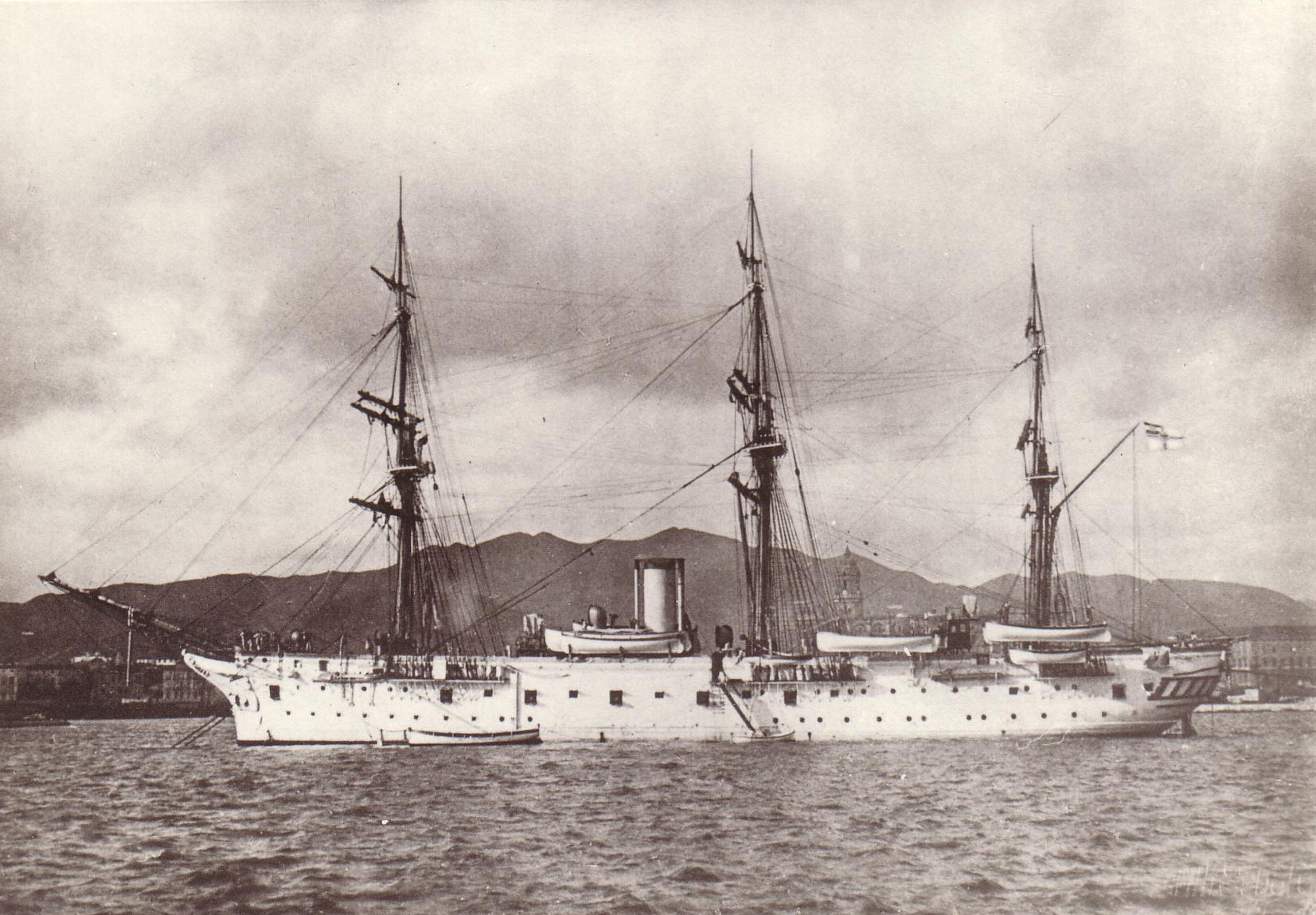
Kreuzerfregatte Gneisenau

- Kreuzerfregatte Bismarck – Flaggschiff September 1884 bis Juli 1885
- Kreuzerkorvette Ariadne; Oktober 1884
- Kreuzerfregatte Gneisenau; Oktober bis Dezember 1884
- Kreuzerkorvette Olga; Oktober 1884 bis April 1885
- Tender Dampfer Adler

### Erster Geschwadereinsatz vor Westafrika

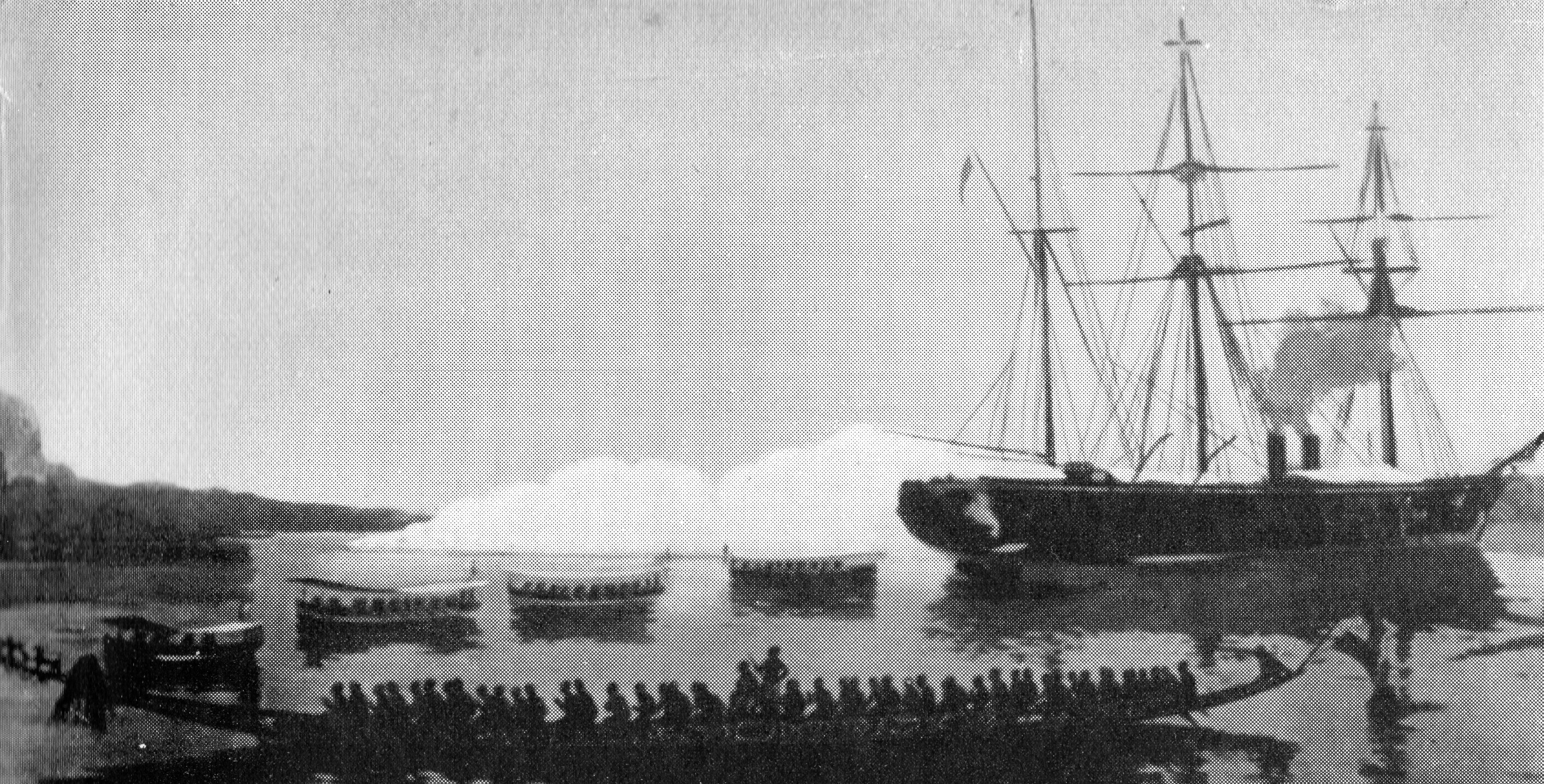
SMS Olga bei der Beschießung von Hickorytown (heute Duala) in Kamerun am 21. Dezember 1884

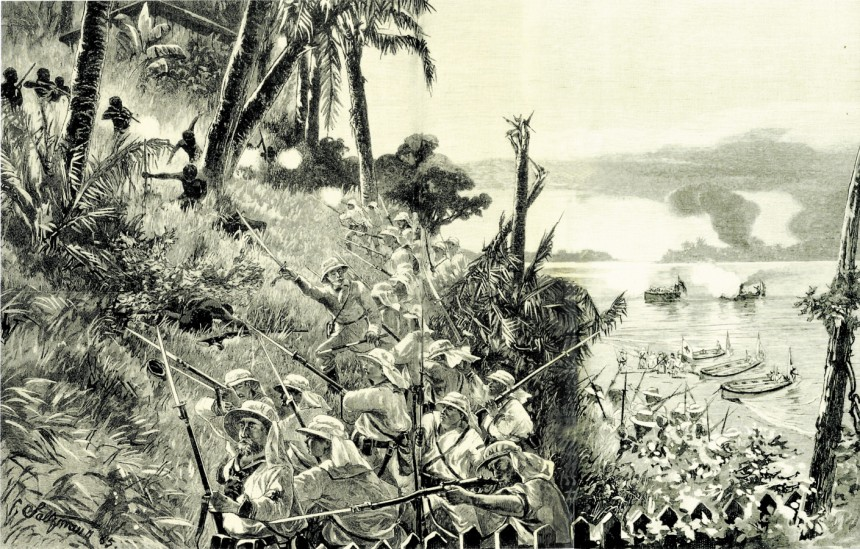
Erstürmung von Belltown durch das Landungskorps der SMS Olga im Dezember 1884 (Zeichnung von Carl Saltzmann, 1885)

Das Geschwader trat am 30. Oktober die Fahrt nach Kamerun an. Bei den Kapverdischen Inseln wurden die Ariadne nach Liberia und Französisch-Guinea und die Gneisenau nach Ostafrika entlassen. Am 17. Dezember ankerten die Bismarck und die Olga im Kamerun-Fluss hinter der Suellaba-Spitze.
Kurz zuvor war die Siedlung von Ndumbe Bell, dem König der Duala, niedergebrannt und die deutsche Fahne entfernt worden. Admiral Knorr entschloss sich zum sofortigen militärischen Eingreifen. Die Landungskorps der beiden Schiffe wurden abgesetzt, um die Ortschaften der Rebellen zu zerstören und deren Häuptlinge festzunehmen. Zwei Küstendampfer, Fan und Dualla, wurden als Landungsfahrzeuge eingesetzt und setzten am 20. Dezember zusammen 307 Soldaten, drei 8,7-cm-Schiffsgeschütze und eine 3,7-cm-Maschinenkanone bei Hickorytown an Land. Der Widerstand der Aufrührer wurde gegen Mittag gebrochen; sie flüchteten in die Mangrovenwälder.
Unterdessen erreichte die Landungskorps die Nachricht, dass Aufrührer auf dem gegenüber liegenden Ufer die Faktorei der Firma Jantzen & Thormählen überfallen und deren Leiter verschleppt hätten. Die Truppe setzte über und eroberte die zäh verteidigte, in den Fluss hinausragende Joß-Platte und den Ort Joßtown. Gegen Abend wurde die Ermordung des Faktoreileiters bekannt. Am nächsten Morgen gelang es, einige Rädelsführer festzunehmen. Am Nachmittag erschien die Olga, die nach vorherigen Auslotungen die Fahrt flussaufwärts bei Flut gewagt hatte, mit Admiral Knorr an Bord. Nach weiteren Durchsuchungen und Beschießung der Dörfer mit Granatfeuer kehrten die Landungskorps am 22. Dezember auf ihre Schiffe zurück. Das Unternehmen hatte einen Toten und acht Verwundete gekostet, hinzu kam, dass bei zahlreichen Teilnehmern Malaria ausbrach.
Die Olga mit Konteradmiral Knorr verblieb im Unruhegebiet, die Bismarck konnte wegen ihres Tiefgangs nicht bis dorthin folgen. Nach Verhängung des Belagerungszustandes und Erklärung einer Handelsblockade sowie Zurückweisung des anmaßenden Auftretens des britischen Konsuls Edward H. Hewett, der auf dem Kanonenboot HMS Watchful erschienen war, klangen die Unruhen ab. Bis Januar 1885 trat unter der Bevölkerung endgültige Beruhigung ein, bis März beugten sich auch die Häuptlinge der Gewalt und lieferten sogar den Mörder des Faktoreileiters Pantaenius zur Exekutierung aus. Auch die Streitereien unter ihnen hörten auf.
Am 31. Dezember 1884 traf das Kanonenboot Möwe wieder vor Kamerun ein. Sie erhielt Auftrag, den schwer erkrankten Reichskommissar Gustav Nachtigal in ein besseres Klima nach den Kanarischen Inseln zu bringen, doch starb Nachtigal schon am 21. April an Bord. Das Kanonenboot fuhr dann durch das Mittelmeer nach Ostafrika. Die Olga, die durch das als Stationär vorgesehene am 23. März 1885 eingetroffene Kanonenboot Habicht abgelöst wurde, konnte zusammen mit dem Tender Adler in die Heimat zurückkehren. Die Bismarck unternahm zunächst Fahrten entlang der Küste und hisste an mehreren Orten des Kamerun-Gebietes die deutsche Flagge, ließ auch Erkundungen im Hinterland vornehmen. Den Befehl, über Südwestafrika nach Ostafrika zu gehen, konnte sie erst am 7. Juli nach Eintreffen des ersten Kaiserlichen Gouverneurs für Kamerun, des Freiherrn von Soden, ausführen. Inzwischen nahm sie Vermessungsarbeiten im Kamerun-Fluss vor und schaltete sich an der Küste von Togo in örtliche Abgrenzungsdifferenzen mit Frankreich ein. Als zweiter Stationär traf das Kanonenboot Cyclop in Kamerun ein.
Nach Befriedung von Stammesfehden und Unruhen im Kolonialgebiet wurde das Westafrikanische Kreuzergeschwader im Juli 1885 wieder aufgelöst. Vor der Küste Ostafrikas warteten neue Aufgaben.

### Zweiter Geschwadereinsatz vor Westafrika
Im September 1885 erhielt Kapitän zur See Karl Paschen den Befehl, aus den Kreuzerfregatten Stosch, Prinz Adalbert und Gneisenau, die unter Befehl von Konteradmiral Knorr im Geschwadereinsatz vor Ostafrika standen, ein selbständiges Geschwader zu bilden und mit diesem zunächst nach Westafrika zu verlegen. Am 11. Oktober ging die Stosch in Kapstadt zunächst ins Dock. Die lange Reparaturzeit veranlasste Paschen, der am 1. Oktober zum Konteradmiral befördert worden war, auf die Prinz Adalbert überzusteigen, um schneller in sein Operationsgebiet zu gelangen. Allerdings hatte sich die politische Lage inzwischen so weit beruhigt, dass die Gneisenau nach Ostafrika zurückkehren konnte, während Prinz Adalbert und Stosch den Befehl zur Heimreise erhielten.
Ein Sonderauftrag führte Konteradmiral Paschen aber zunächst nach Kamerun, um dort die politischen Verhältnisse zu erkunden. Ende November trafen Stosch und Prinz Adalbert vor Freetown wieder zusammen. Paschen wechselte wieder auf die Stosch und übernahm nun den Auftrag, die Entwicklung im Karolinenstreit zwischen Spanien und Deutschland vor den Kapverdischen Inseln abzuwarten. Erst als dieser durch einen Schiedsspruch des Papstes Leo XIII. geregelt war, wurde die Heimreise fortgesetzt und das Westafrikanische Geschwader im Dezember 1885 aufgelöst.

## Ostafrikanisches Kreuzergeschwader 1885–1886
Carl Peters gründete 1884 die „Gesellschaft für Deutsche Kolonisation“ und ließ sich von dieser einen Auftrag zum Gebietserwerb in Ostafrika erteilen. Die Reichsregierung hatte es allerdings abgelehnt, Peters’ Expedition unter den Schutz des Reiches zu stellen. Dennoch begann dieser, auf dem Festland gegenüber Sansibar „Schutzverträge“ abzuschließen. Die Vertragsabschlüsse bestanden darin, dass Peters örtliche Häuptlinge aufsuchte und ihnen – oft nach reichlichem Alkoholgenuss – deutschsprachige Schriftstücke vorlegte, auf die sie dann Kreuze als Unterschrift zeichneten. Darin wurde ihnen Schutz vor Feinden zugesagt, umgekehrt wurden die Rechte der Kolonisationsgesellschaft so beschrieben: das alleinige und uneingeschränkte Recht, Zölle und Steuern zu erheben, eine Justiz und Verwaltung einzurichten, bewaffnete Truppen ins Land zu bringen und Siedlern die Berge, Flüsse, Seen und Forsten zur beliebigen Nutzung zu überlassen. Eine Prüfung daraufhin, ob die afrikanischen Vertragspartner verstanden, was sie vorgelegt bekamen, oder ob sie überhaupt eine Vollmacht hatten, über die angesprochenen Befugnisse zu verfügen, wurde nicht vorgenommen.
Vergebens protestierte der Sultan von Sansibar, Barghasch ibn Said, der das ostafrikanische Küstenland seit Generationen als Herrschaftsgebiet seiner Familie beanspruchte. Bis um 1870 hatte sich der ostafrikanische Herrschaftsbereich des Sultanats Sansibar im Landesinneren bis jenseits des Tanganjikasees ausgebreitet. Nun entstand ein Interessenkonflikt mit der Deutsch-Ostafrikanischen Gesellschaft, die ab 1884 begann, Herrschaftsrechte auf dem Kontinent zu erwerben. Wilhelm I. erteilte Peters nun doch einen kaiserlichen Schutzbrief über die Landschaften Usagara, Nguru, Useguha und Ukami und erteilte am 9. Mai per Kabinettsorder formell den Befehl zur Aufstellung eines Kreuzergeschwaders und befahl gleichzeitig auch dessen Zusammensetzung.
Bereits vier Tage vorher hatte Wilhelm I. wiederum Admiral Knorr, der sich zu diesem Zeitpunkt nach Auflösung des Westafrikanischen Geschwaders auf SMS Bismarck noch in Westafrikanischen Gewässern aufhielt, zum Geschwaderchef ernannt.
Wie die Bismarck waren die für das Geschwader vorgesehenen Schiffe weit verstreut im Einsatz. Im Juni 1885 verließ die zur Kreuzerfregatte umklassifizierte Stosch mit Kommodore Karl Paschen an Bord Australien. Gemeinsam mit der Gneisenau traf sie am 5. Juli in Port Louis (Mauritius) ein, um dort die dem neuen Kreuzergeschwader zugeteilten Kriegsschiffe zu erwarten. In der Folge fungierte Paschen als Stellvertreter Knorrs sowie als Führer der 2. Division des Geschwaders. Knorr selbst erreichte am 28. Juli mit Bismarck und Möwe Kapstadt und setzte die Fahrt anschließend zur ostafrikanischen Küste fort. Ursprünglich war geplant, dass sich auch Knorr nach Mauritius zum Treffpunkt des Geschwaders begeben sollte. Durch einen Werftaufenthalt der Bismarck in Kapstadt verzögerte sich die Weiterreise jedoch, sodass Knorr von Reichskanzler Leo von Caprivi den Befehl erhielt, sich direkt nach Sansibar zu begeben, um dort mit den von Mauritius kommenden weiteren Schiffen des Geschwaders zusammenzutreffen. Diese sollten interimsmäßig von Paschen dorthin geführt werden.

Kreuzerfregatte Elisabeth

- Kreuzerfregatte Stosch – Flaggschiff Juli bis 17. August 1885
- Kreuzerfregatte Bismarck – Flaggschiff 17. August 1885 bis Januar 1886
  - Kreuzerfregatte Prinz Adalbert; Mai 1879 bis September 1885
  - Kreuzerfregatte Elisabeth; April 1884 bis Oktober 1885
  - Kreuzerfregatte Gneisenau; Oktober 1884 bis Juni 1886
  - Kreuzer IV.Klasse Möwe; April 1884 bis August 1889
  - Tender Dampfer Adler
  - Tender Dampfer Ehrenfels

### Erster deutscher Geschwadereinsatz vor Ostafrika
Am 31. Juli verließ demnach das bisher versammelte Ostafrikanische Kreuzergeschwader unter Paschen Mauritius mit Kurs auf Sansibar, wo es am 7. August eintraf. Noch am selben Tag ließ Paschen in einer Show of Force Aktion die Schiffe des Geschwaders in Kiellinie nordwestlich der Stadt Sansibar aufstellen, von wo aus Geschosse des Ostafrikanischen Geschwaders zur Unterstützung der deutschen Forderungen den Sultanspalast hätten erreichen können, falls dies erforderlich sein sollte. Am 8. August erfolgte eine offizielle Audienz von Kommodore Paschen und Generalkonsul Travers bei Sultan Barghasch ibn Said. Am 11. August begannen die Verhandlungen über die Anerkennung der deutschen Schutzherrschaft über alle auf dem afrikanischen Festland zwischen Südostafrika und der Somaliküste von Deutschen erworbenen Ländereien. Bereits am 13. August unterschrieb Sultan Said Bargasch das Abkommen, das den Deutschen auf dem Festland alle gewünschten Hoheitsrechte einräumte.
Am 19. August traf Konteradmiral Knorr mit der Bismarck als neuer Geschwaderchef vor Sansibar ein. Unter seiner Leitung wurde im Auftrag des Auswärtigen Amtes ein Freundschafts-, Handels- und Schifffahrtsvertrag mit dem Sultan von Sansibar in freundschaftlicher Weise ohne weitere militärische Provokation ausgehandelt. Der Vertrag, der mit dem britischen Generalkonsul in Sansibar abgestimmt war, wurde am 20. Dezember 1885 an Bord der Bismarck ratifiziert. Damit hatte Knorr seine Aufträge erfüllt.
Zum Jahreswechsel 1885/86 bestand das Geschwader aus Bismarck, Gneisenau, Möwe sowie der aus Westafrika eingetroffenen Olga und dem aus der Südsee angekommenen Kanonenboot Hyäne. Kreuzfahrten vor der Küste, darunter ein offizieller Besuch der Gneisenau beim Sultan von Witu, endeten mit dem aus der Heimat eingetroffenen Befehl, Möwe und Hyäne hätten als Stationsschiffe in Ostafrika zu verbleiben, Admiral Knorr mit Bismarck, Gneisenau und Olga nach Australien zu gehen, was mit dem Aufbruch der Schiffe am 9. Januar erfolgte. Damit war das Ostafrikanische Kreuzergeschwader, von der Marineleitung als temporäres Instrument zur lokal begrenzten dortigen Intervention betrachtet, zunächst aufgelöst.

## Permanentes Kreuzergeschwader 1886–1891
Nach Einsätzen in der Südsee trafen die verbliebenen Schiffe des Geschwaders Bismarck, Gneisenau und Olga am 23. Juli unter KAdm Knorr in Hongkong wieder zusammen. Dort trafen sie außerdem die Nautilus, das Kanonenboot Wolf sowie die als Ersatz für die Gneisenau eingetroffene Korvette Carola. Während eines Aufenthalts in Nagasaki erhielt Knorr den Befehl, mit den Schiffen, nun wieder als „permanentes Kreuzergeschwader“ vereint, nach Ostafrika zurückzukehren, um erneute Grenzstreitigkeiten auch mit dem Sultan von Sansibar auf Grundlage des Londoner Vertrages vom 29. Oktober 1886 zu klären.

### Zweiter deutscher Geschwadereinsatz vor Ostafrika
Mit dem Vertrag hatte eine deutsch-britische Kommission die Grenzen der sansibarischen Festlandsbesitzungen festgelegt. Sie sollten demnach einen Küstenstreifen an der Mrima von zehn Seemeilen Breite von Kap Delgado (heute Mosambik) bis Kipini (heute Kenia) mit allen vorgelagerten Inseln umfassen. Das Geschwader sollte den Übergang einzelner sansibarischer »Küstenfenster« in deutsche Verwaltung und das Inkrafttreten eines im Vorjahr abgeschlossenen Handelsvertrags sichern. Das war im Dezember 1886. Von März bis Mai 1887 verlegte das Geschwader wegen Kolonialstreitigkeiten zwischen dem Deutschen Reich und Frankreich nach Kapstadt und damit näher an die umstrittenen westafrikanischen Besitzungen. Dort übergab Knorr am 15. April sein Kommando an Kapitän zur See Karl Eduard Heusner, der wiederum die Bismarck zu seinem Flaggschiff machte.

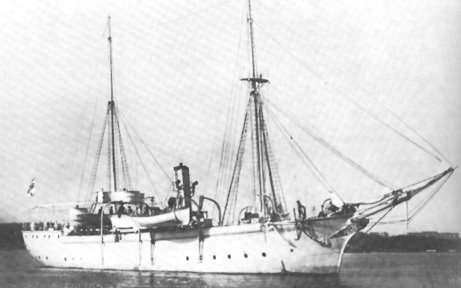
Kanonenboot Hyäne

- Kreuzerfregatte Bismarck – Flaggschiff Dezember 1886 bis April 1887
  - Kreuzerkorvette Olga;
  - Kreuzerkorvette Carola;
  - Kreuzerkorvette Sophie; November 1886 bis Juni 1892
  - Kreuzer IV. Klasse Möwe; August 1885 bis August 1889 (zeitweise)
  - Kanonenboot Hyäne (zeitweise)
  - Kanonenboot Adler (zeitweise)

1887 erreichte Carl Peters schließlich ein Abkommen mit Barghash ibn Said, dem Sultan von Sansibar, das den sansibarischen Küstenstreifen von Umba bis zum Rovuma der Verwaltung seiner Gesellschaft unterstellte. Der südliche Küstenabschnitt wurde 1888 an die Deutschen verpachtet.

### Deutscher Geschwadereinsatz in Samoa und in Ostasien
Als die Spannungen mit Frankreich abgeklungen waren, erhielt Heusner Befehl, in den Zentralpazifik zurückzukehren. Am 9. Juni erreichten die Schiffe Sydney, wo sie das Kanonenboot Albatross trafen, das wegen Antriebsproblemen seinen Weg zurück nach Deutschland nicht hatte antreten können. In Sydney schloss sich noch das Kanonenboot Adler dem Geschwader an, das in der Stadt an den Feierlichkeiten zum 40. Regierungsjubiläums von Königin Victoria teilnahm. Das deutsche Geschwader verließ Sydney am 3. August Richtung Apia, wo sie 16 Tage später eintrafen. Dort dauerte der samoanische Bürgerkrieg an und Übergriffe der Anhänger des Malietoa Laupepa, der kurz zuvor von den Deutschen nach Jaluit deportiert worden war, auf deutsche Staatsangehörige führte zu einer Eskalation der Lage. Heusner schickte am 25. August ein 500 Mann starkes Landekorps an Land, um die Regierungsgebäude der Insel zu besetzen.
Bismarck, Carola und Sophie fuhren nach dem Ende der Auseinandersetzungen nach Kaiser-Wilhelms-Land, während Olga und Adler in Apia stationiert blieben, um weitere Unruhen zu verhindern. Später 1887 kreuzte das Geschwader in ostasiatischen Gewässern und am 6. Januar 1888 trafen die Schiffe in Hongkong mit den Stationären dort, den Kanonenbooten Wolf und Iltis zusammen. Am 7. März wurde die Bismarck nach dreieinhalb Jahren Auslandsdienst als Flaggschiff des Geschwaders zur Überholung nach Nagasaki und anschließend nach Deutschland zurückbeordert. Währenddessen erhielt Heusner den Befehl, das Geschwader nach Ostafrika zurückzubringen.

### Dritter deutscher Geschwadereinsatz vor Ostafrika
Der Aufstand der ostafrikanischen Küstenbevölkerung (in deutschen Quellen auch „Araberaufstand“ genannt) in den Jahren 1888–1890 war eine Widerstandsbewegung gegen den Versuch der Deutsch-Ostafrikanischen Gesellschaft (DOAG), ihre Herrschaft über den zu Sansibar gehörenden Küstenstreifen des heutigen Tansania auszuweiten. Anführer des Aufstands war Buschiri bin Salim. Der Aufstand führte rasch zum Zusammenbruch der DOAG, die die Hilfe des Deutschen Reiches erbat und im Oktober 1890 ihre Ansprüche an den deutschen Staat abtrat. Daraufhin erfolgte die Gründung der Kolonie Deutsch-Ostafrika.

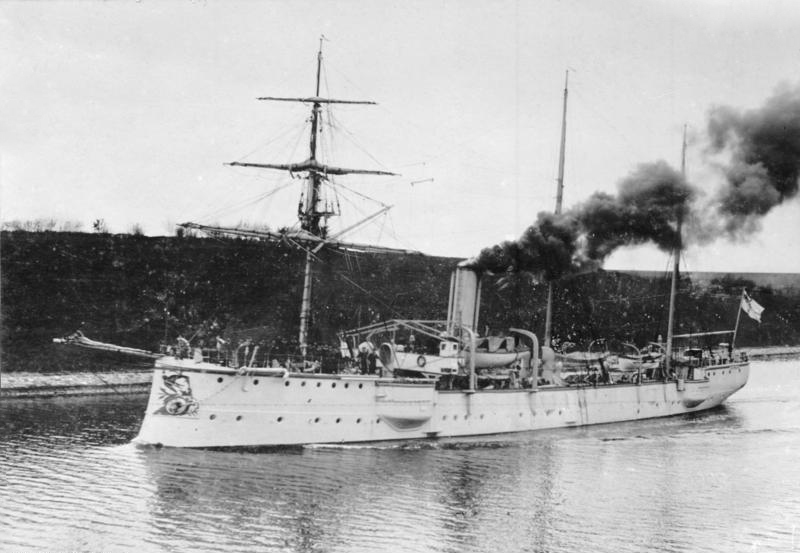
Kleiner Kreuzer Schwalbe

- Kreuzerfregatte Leipzig – Flaggschiff Juli 1888 bis Januar 1891
  - Kreuzerkorvette Olga;
  - Kreuzerkorvette Sophie; November 1886 bis Juni 1892
  - Kreuzerkorvette Carola;
  - Kreuzer IV. Klasse Möwe; August 1885 bis August 1889
  - Kreuzer IV. Klasse Schwalbe; Dezember 1888 bis Mai 1893
  - Aviso Pfeil; November 1888 bis September 1889
  - Kreuzer IV. Klasse Sperber; Oktober 1889 bis April 1890 – nicht direkt unterstellt

Seit 1885 hatte Carl Peters für die DOAG Abkommen mit örtlichen Herrschern auf dem ostafrikanischen Festland abgeschlossen und damit koloniale Ansprüche begründet. Am 28. April 1888 schloss die DOAG einen Vertrag mit Sultan Chalifa ibn Said von Sansibar, wonach die Gesellschaft die Verwaltung des sansibarischen Festlandes und die Erhebung der Küstenzölle im Namen des Sultans gegen eine jährliche Pachtsumme übernahm. Angestellte der Gesellschaft bezogen Stellung in den Hafenorten. Als der Vertrag am 16. August 1888 in Kraft treten sollte, brach alsbald der Aufstand los, der sich von Pangani aus schnell über die gesamte Küste verbreitete.
Auslöser war das Hissen der Flagge der Deutsch-Ostafrikanischen Gesellschaft auf 18 Stationen; in Tanga und Kilwa Kiwinje wurde dies von der örtlichen Bevölkerung unterbunden. Am 19. August stieß zunächst die Kreuzerkorvette Carola nach Pangani vor und landete eine Abteilung deutscher Marinesoldaten. Ähnliche Szenen spielten sich in Tanga ab, wo das DOAG-Personal nach dem Versuch der Machtübernahme verhaftet worden war. Nach mehrmaliger Beschießung der Station durch den Kreuzer Möwe am 5. und 6. September brachten Leipzig, Olga und Möwe am 8. September Marinetruppen an Land, die die Kolonialisten aus der Haft befreiten. Auch in Bagamoyo war ein Militäreinsatz nötig, um die Hissung der DOAG-Flagge durchzusetzen. Am 22. September feuerte die Leipzig mit ihren Geschützen auf die Station, desgleichen die Möwe vor Kilwa Kiwinje, wobei die beiden deutschen DOAG-Angestellten getötet wurden, und die Sophie vor Mikindani und Lindi. Dort gelang es den DOAG-Angestellten, auf Booten zu entkommen. Ende September wurden nur noch Bagamoyo und Daressalam mit Hilfe von Marinesoldaten gehalten, alle anderen Stationen wurden von der DOAG zunächst aufgegeben.
Die DOAG war trotz des Einsatzes des Ostafrikanischen Geschwaders nicht in der Lage, dem örtlichen Widerstand gegen die kolonialistische Unterwerfung wirksam entgegenzutreten. Daraufhin gab es ein offizielles Hilfeersuchen an die Reichsregierung. Diese schloss Anfang November 1888 ein Abkommen mit Großbritannien und Portugal, um die Ostküste gegen den Seehandel, die Einfuhr von Kriegsmaterial und die Ausfuhr von Sklaven blockieren zu können. Mit Beginn der Blockade im Dezember 1888 verstärkte Buschiri Bin Salim die Angriffe seiner Truppen zunächst auf Bagamoyo. Am 5./6. Dezember kam es dort zu schweren Gefechten mit der Leipzig, am 24. Dezember und 27. Dezember mit der Carola. Am 31. Dezember brachte die Leipzig den vierten Angriff auf Bagamojo mit Geschützfeuer zum Scheitern.

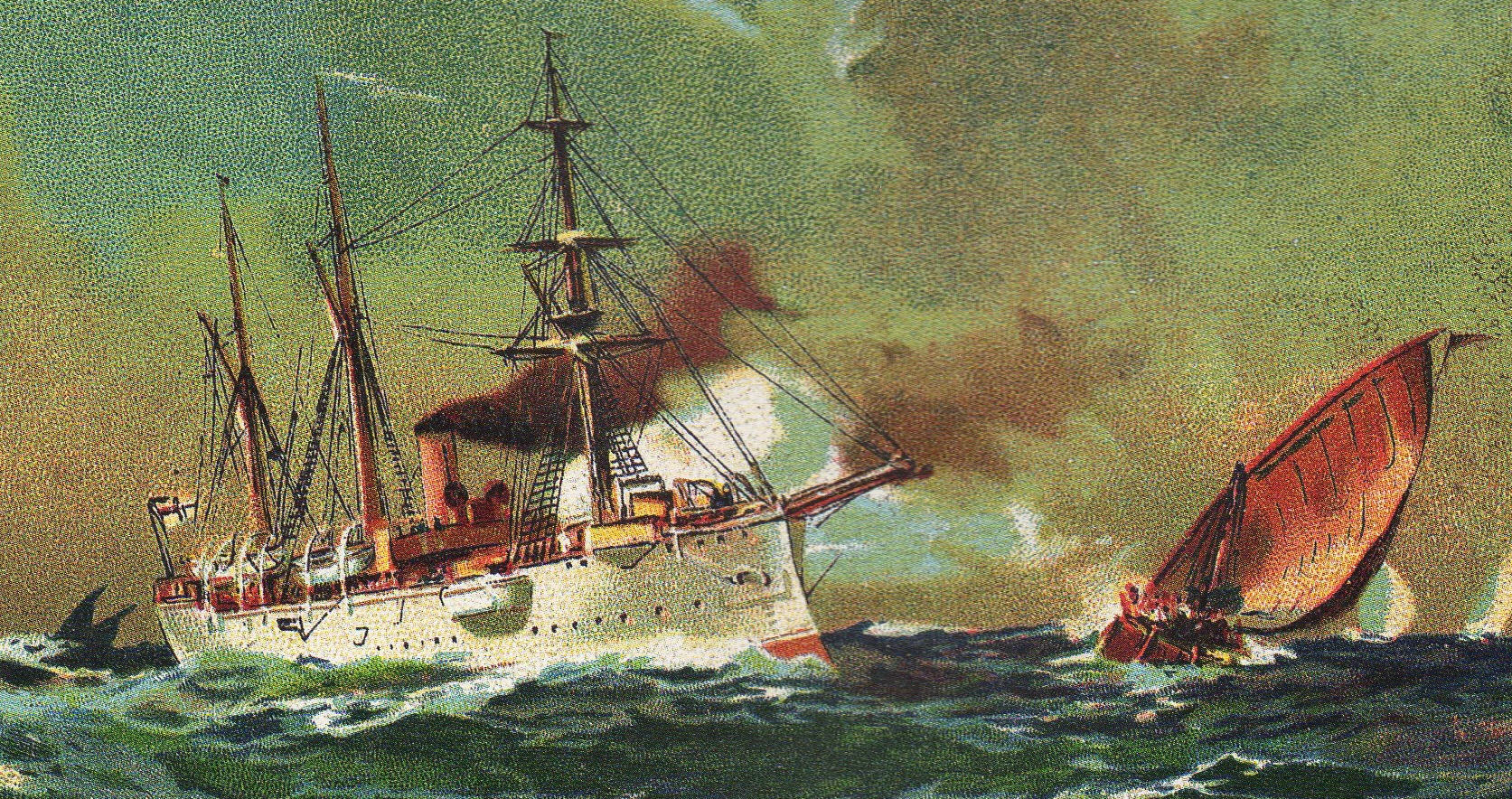
Die Schwalbe verfolgt 1889 an der ostafrikanischen Küste eine Dhau (zeitgenössische Darstellung um 1900).

Anfang Januar wurde das Geschwader durch den Kreuzer Schwalbe und den Aviso Pfeil verstärkt. Die Schwalbe beschoss bereits am 3. Januar ein vor Bagamoyo gelegenes Swahili-Lager. Danach verlagerte Buschiri den Schwerpunkt seiner Angriffe auf Daressalam. Zwischen dem 11. und 16. Januar erfolgte eine ununterbrochene Kette von Angriffen, die mit Geschützfeuer von der Leipzig und der Möwe zurückgewiesen wurden. Am 25. Januar geriet die Sophie bei dem Versuch, eine Abteilung Marinesoldaten abzusetzen, vor Daressalam in ein schweres Gefecht. Im Februar wurde wiederum Bagamojo zum Schwerpunkt der Swahili-Angriffe. Am 3. Februar konnte die Leipzig, am 15. Februar die Schwalbe erfolgreich Angriffe auf die Stadt abwehren. Am 3. März kam es zu einem Ausfallgefecht der Kreuzer Leipzig und Sophie in Bagamojo. Eine Wachabteilung unter Lt.z.S. Meier (Leipzig) eroberte zwei Geschütze. Lt.z.S. von Bredow (Sophie) nahm den Wālī von Lindi gefangen.

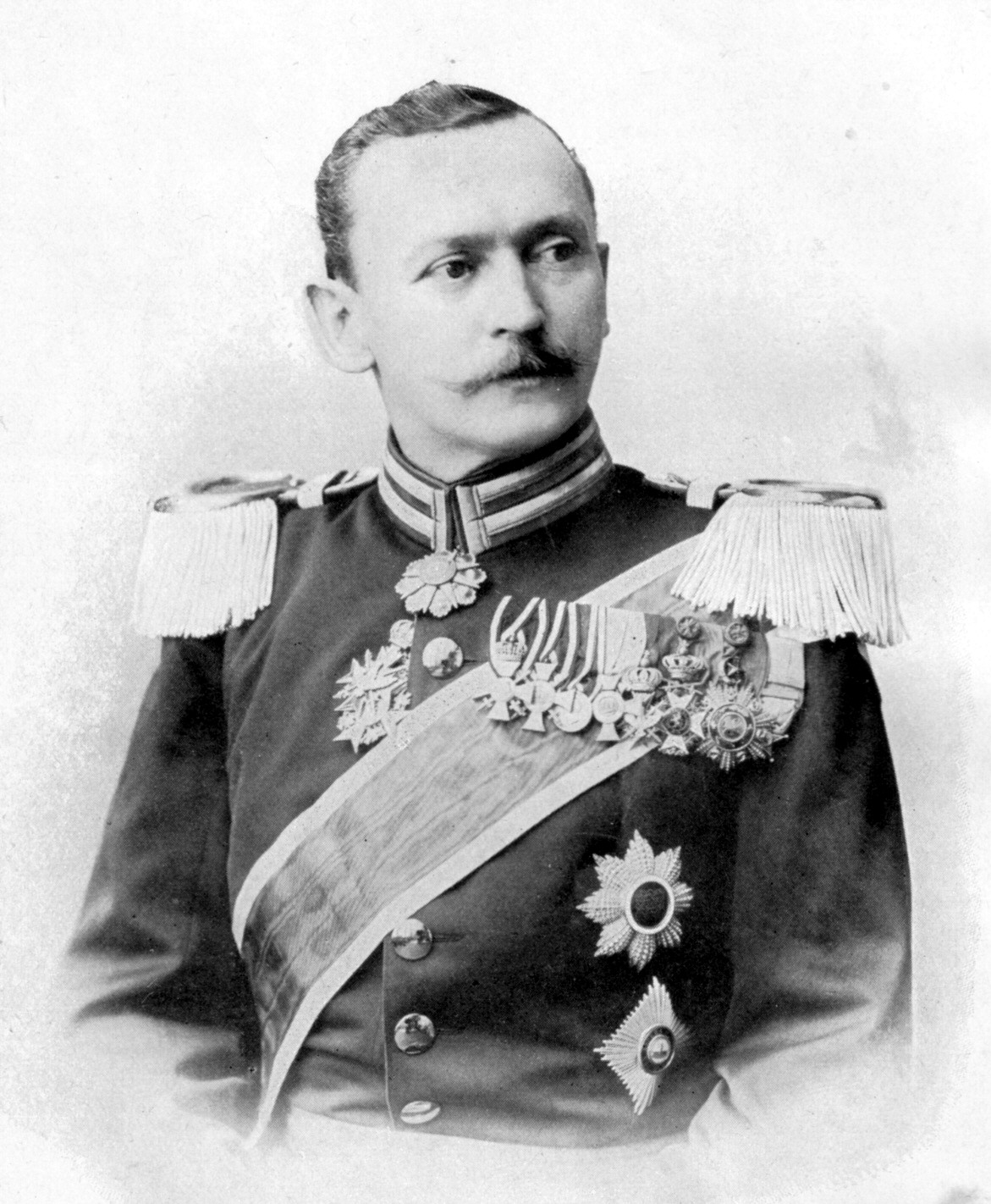
Hermann von Wissmann

Im Februar 1889 entsandte die Reichsregierung den afrikaerfahrenen Offizier Hermann von Wissmann als Reichskommissar nach Ostafrika, der dort im April 1889 eine Streitmacht aus deutschen Offizieren und afrikanischen Söldnern („Askari“) aufstellte, die so genannte „Wissmann-Truppe“, mit der er den afrikanischen Widerstand niederschlug. Mehrere Tausend afrikanische Männer, Frauen und Kinder wurden hierbei getötet – neben einigen deutschen Soldaten. Die Landungskorps des Ostafrikanischen Kreuzergeschwaders spielten auch weiterhin eine wichtige Rolle. Am 8. Mai wurde das Buschiri-Lager bei Bagamojo unter Teilnahme der Landungskorps der Leipzig, Carola und Schwalbe erstürmt. Zwei Tage später erfolgte ein Unternehmen gegen Mbegani und Mwangotini durch das Landungskorps der Leipzig. Am 6. Juni folgte die Beschießung von Saadani unter Beteiligung der Landungskorps von Leipzig, Pfeil, Schwalbe und Möwe. Dann kam die Besetzung von Uvindji durch das Landungskorps der Möwe. Am 8. Juli wurde unter Beteiligung der Landungskorps von Leipzig, Carola, Schwalbe, Möwe und Pfeil Pangani erobert, zwei Tage später Tanga mit Hilfe derselben Marinetruppen. Am 10./11. August nahm ein Landungskorps von Pfeil am Vorstoß gegen Chongoliani und Timbiani teil.
Mitte Juli 1889 konnte die Blockade des Seehandels der Swahili praktisch aufgegeben werden. Die formelle Beendigung erfolgte am 29. September. Im Oktober kam es zur Abgrenzung der deutsch-britischen Interessensphären am Umba-Fluss mit einer Bereisung durch die Schwalbe und das britische Kanonenboot Mariner. Am 22. Oktober wurde die ostafrikanische Küste von Witu bis an die Südgrenze zu Portugiesisch-Ostafrika (heute Mosambik) unter deutschen Schutz gestellt. Damit übernahm das Deutsche Reich die Herrschaftsansprüche der DOAG, die sich danach auf eine Rolle als Betreiberin von Plantagen und Handelsbetrieben beschränkte. Die Protektoratserklärung erging am 29. Oktober auf dem Kreuzer Sperber. Bei gleicher Gelegenheit wurde das Sultanat Sansibar zum britischen Protektorat erklärt und dem britischen Kolonialreich einverleibt. Damit war der Einsatz des Kreuzergeschwaders in Ostafrika aber noch nicht beendet. Am 8. November wurde Saadani erobert, unter Beteiligung der Landungskorps von Carola, Schwalbe und Sperber, und am 11./12. November unterstützte die Sperber die Wissmantruppe bei der Besetzung von Mkwaja und Kipumbwe an der Nordküste.
Mit den Erfolgen im Sommer 1889 war im Wesentlichen der Widerstand der eingeborenen Bevölkerung gegen die deutsche Kolonialherrschaft im Nord- und Mittelabschnitt Deutsch-Ostafrikas gebrochen. Damit trat für das Kreuzergeschwader eine erhebliche Reduzierung der Aufgaben ein, sodass die Schwalbe im Juli zu einem Erholungsaufenthalt nach Mauritius gehen und die Möwe im August die Heimreise antreten konnte. Das Geschwaderflaggschiff Leipzig verlegte zu einem Reparatur- und Erholungsaufenthalt nach Kapstadt. Jean Valette, der Kommandant der Carola, war in Abwesenheit von Deinhard der ranghöchste Offizier und vom 13. August 1889 bis 10. November 1889 Kommandeur des Kreuzergeschwaders. Noch während die Leipzig im Dock lag, wurde Konteradmiral Deinhard mit seinem Schiff zu einem Rapport vor Kaiser Wilhelm II. befohlen, der sich mit seiner Yacht Hohenzollern im östlichen Mittelmeer aufhielt. Am 6. November meldete sich der Geschwaderchef Deinhard vor Mytilene (Ägäis) zur Berichterstattung bei dem Kaiser. Dieser würdigte in einer besonderen Kabinettsorder die Leistungen des Ostafrikanischen Kreuzergeschwaders. Anschließend ging die Leipzig in Venedig ins Dock, um die angefangenen Reparaturarbeiten fortführen zu lassen. Erst am 15. Dezember, an diesem Tag wurde Buschiri durch ein deutsches Kriegsgericht zum Tode verurteilt und hingerichtet, konnte die Kreuzerfregatte wieder ausdocken und lief über Malta und Port Said nach Aden. Dort lag für Konteradmiral Deinhard der Befehl vor, nicht mehr nach Ostafrika zurückzukehren, sondern nach Ostasien weiterzumarschieren. Am 13. Januar 1890 entließ der Geschwaderchef die noch verbliebenen Schiffe Carola, Schwalbe und Sperber aus seinem Verband und trat den Marsch nach Ostasien an. Dort empfing er am 16. März seine Abberufung in die Heimat, für ihn übernahm interimsweise Kapitän zur See Max Plüddemann, der Kommandant der Leipzig, und im Mai 1890 Konteradmiral Victor Valois das Geschwader. Ab dem 18. Mai kreuzten die Leipzig und die Sophie entlang der südchinesischen Küste bis nach Singapur. Von dort wurde die Reise ab dem 21. Juli nach Sydney fortgeführt, wo die Kreuzerkorvette Alexandrine zum Verband trat, die sich schon eine Weile im dortigen Stationsgebiet aufgehalten hatte. Am 18. Oktober liefen die deutschen Schiffe weiter nach Neuseeland und von dort bis zum 19. Dezember 1890 nach Samoa. Das Geschwader blieb über Weihnachten und den Jahreswechsel vor Apia, um dann im Januar 1891 über die Marshallinseln nach Hongkong zurückzukehren. In Nanking erreichte das Geschwader der Befehl, nach Chile zu segeln.

## Permanentes Kreuzergeschwader 1891–1893
In Chile hatte sich Ende 1890 eine Revolution gegen Staatspräsident Balmaceda ereignet. Eine starke Opposition unter Oberst Canto (deutschen Militärlehrer und ehemaligen preußischen Hauptmann Körner als Stabschef), zu der auch die chilenische Marine unter Kpt.z.S. Jorge Montt Álvarez übergelaufen war, errang mit Hilfe ihrer Kriegsschiffe den Sieg. Nördlich Valparaíso landete sie einen großen Truppenverband, der den Entscheidungskampf suchen sollte. Der internationale Seehandel war durch diese Vorgänge stark beeinträchtigt und die Seemächte, insbesondere Großbritannien, entsandten stärkere Seestreitkräfte, nur das Deutsche Reich fehlte. Reichskanzler Caprivi hatte zunächst eine Entsendung deutscher Schiffe abgelehnt, änderte aber nach einer heftigen Debatte im Reichstag seine Absicht und erließ im Mai 1891 Befehl zum sofortigen Abmarsch an das Kreuzergeschwader.

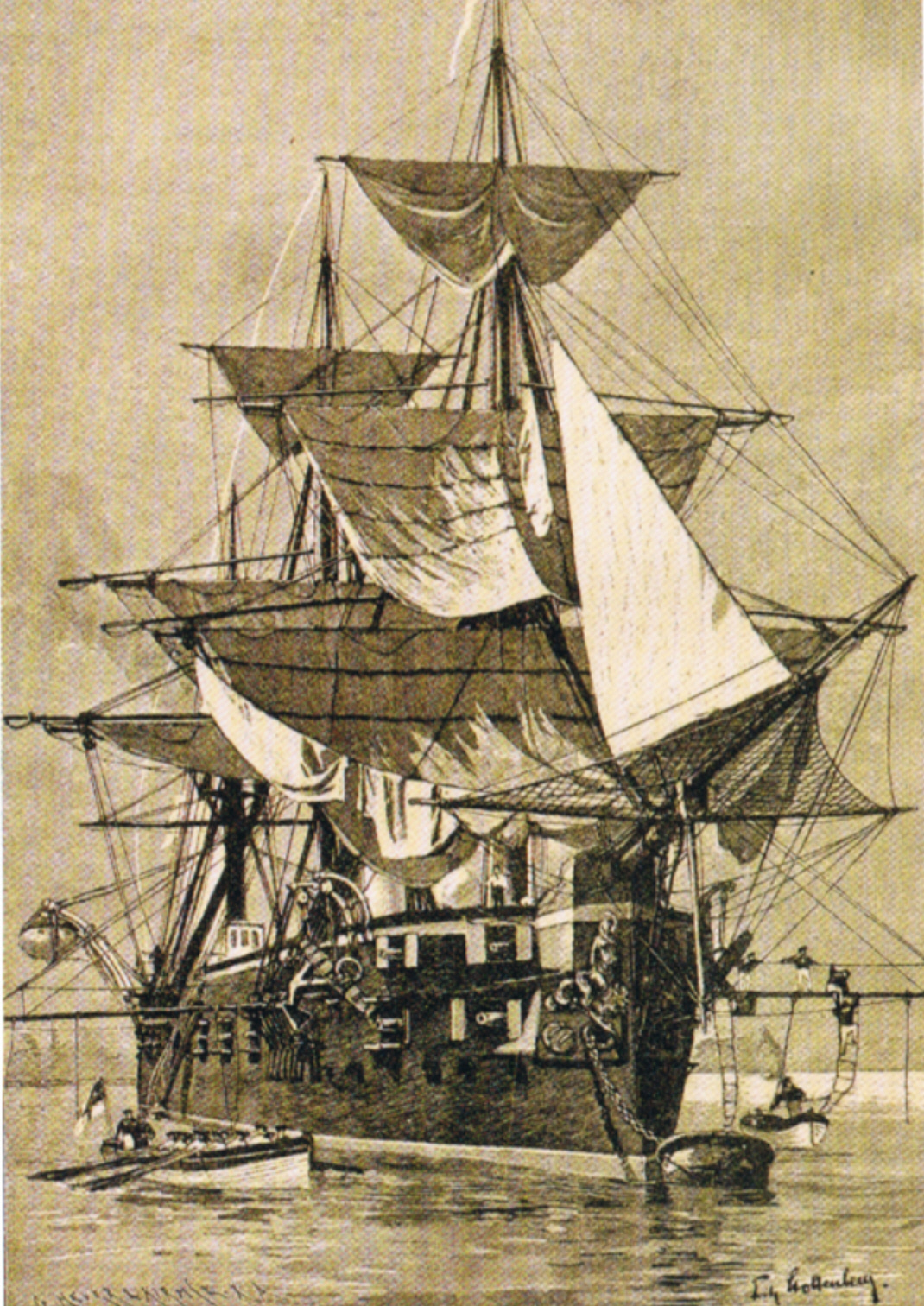
Kreuzerfregatte Leipzig

- Kreuzerfregatte Leipzig – Flaggschiff Juli 1888 bis März 1893
  - Kreuzerkorvette Sophie; November 1886 bis Juni 1892
  - Kreuzerkorvette Alexandrine; Juli 1889 bis März 1893
  - Kreuzerkorvette Arcona; März 1892 bis März 1893
  - Kreuzerkorvette Marie; Januar bis März 1893
  - Kreuzer IV. Klasse Möwe; März bis Mai 1892, Februar bis März 1893
  - Kreuzer IV. Klasse Schwalbe; März bis Mai 1892, Februar bis März 1893

Folgerichtig trat Valois am 4. Mai 1891 mit der Leipzig, der Alexandrine und der Sophie aus Yokohama die Fahrt über den Stillen Ozean an, allerdings ohne die Kohlevorräte aufzufüllen. Das Flaggschiff Leipzig hatte seine Vorräte während der Überfahrt verbraucht und musste auf dem Weg nach San Francisco von der Sophie und der Alexandrine 97 Stunden über 1217 Seemeilen geschleppt werden. Über Häfen an der Westküste Amerikas erreichte der Verband am 6. Juli 1891 Valparaíso, wo das Geschwader am 9. einlief.
Die zu dieser Zeit noch herrschende Ruhe in der Hafenstadt ermöglichte es KAdm. Valois, noch die nordchilenischen Häfen Iquique und Coquimbo zu besuchen. Als er am 20. August nach Valparaíso zurückkehrte, spitzte sich dort die Lage zu. Die Eroberung der Stadt durch die Aufständischen stand unmittelbar bevor. In Abstimmung mit dem Intendanten der chilenischen Marine, Vizeadmiral Oscar Viel Toro, wurde unter Befehl des Ersten Offiziers der Leipzig, KK Koellner, am 28. August ein Landungskorps aller deutschen Schiffe in Stärke von 9 Offizieren und 291 Mann ausgeschifft, um – gemeinsam mit einem Landungskorps der britischen Korvette Champion – vor allem die von Briten und Deutschen bewohnten Stadtteile zu schützen. Außerdem wurde unter Leitung des Geschwaderarztes Dr. Prinz ein deutsches Lazarett für alle an den Kämpfen Beteiligten eingerichtet.
Beim Einmarsch der Aufständischen in die Hafenstadt beschossen und stürmten diese das in der Nähe der Leipzig liegende chilenische Torpedokanonenboot Almirante Lynch, das als eine der wenigen regierungstreuen Marineeinheiten am 22. April 1891 das Flaggschiff der Rebellen, die Panzerfregatte Blanco Encalada, versenkt hatte. Drei Mann der Lynch starben bei der Erstürmung des Schiffes. Der Kommandant, Juan Fuentes, dem die erste Versenkung eines Kriegsschiffs durch einen Torpedo mit Eigenantrieb gelang, floh mit dem größten Teil der Besatzung auf die Leipzig. Insgesamt brachten sich 82 regierungstreue Chilenen auf den deutschen Schiffen in Sicherheit. Die Deutschen handelten mit den Aufständischen den freien Abzug der chilenischen Unteroffiziere und Mannschaften von den Schiffen des Geschwaders aus. Die Offiziere, darunter der letzte Befehlshaber der regierungstreuen chilenischen Marineteile, Vizeadmiral Oscar Viel y Toro, kamen auf die Sophie, die sie nach Mollendo / Peru ins Exil brachte. Der rasche Sieg der Aufständischen und die schnelle Stabilisierung der Lage führten schon Anfang September zum Rückzug der gelandeten Männer auf die deutschen Schiffe, die zum Teil allein noch andere chilenische Häfen besuchten. Anfang November wurde der Flottenchef, Kpt.z.S. Jorge Montt Álvarez, als Nachfolger des durch Selbstmord verstorbenen Balmaceda zum Staatspräsidenten gewählt.
Mitte Dezember wurde aus Berlin die Weiterfahrt des Geschwaders befohlen, das am Neujahrstag 1891/92 die Magellan-Straße passierte und am 6. Januar 1892 Montevideo erreichte. Nach dem Besuch einiger südbrasilianischer Häfen mit starker deutschstämmiger Bevölkerung erreichte der Verband am 21. Februar Kapstadt, wo notwendige Reparaturen stattfanden und Konteradmiral Friedrich von Pawelsz den bisherigen Geschwaderchef ablöste. Nach Reparaturen an SMS Leipzig trat der Verband am 22. März die Weiterreise nach Ostafrika an. Auf dem Weg dorthin wurde am 22. März die Delagoa-Bucht angelaufen, von wo Pawels mit einigen Offizieren den Präsidenten Kruger der Burenrepublik Transvaal besuchten. Vor Ostafrika traten dann noch die dort stationierten Schwalbe und Möwe zeitweise zum Geschwader. Da die Lage in der Kolonie ruhig war, verlegten die Leipzig und die Alexandrine schon am 5. Mai weiter nach Ostasien und nur die Sophie blieb mit den Stationären zurück, die im Juni nach der Heimat zurückkehrte. Formal wurde die Lücke durch die Kreuzerkorvette Arcona ausgeglichen, die Anfang Mai von Wilhelmshaven auslief, aber zunächst nach Westindien segelte.
Mit nur zwei Schiffen, Leipzig und Alexandrine, setzte KAdm von Pawelsz den Marsch fort, zunächst nach Colombo, wo die Ablösemannschaften für die Ostasien-Stationäre Iltis und Wolf an Bord genommen wurden. Von Hongkong aus begannen die üblichen Kreuzfahrten an der ostchinesischen Küste. Vor Shanghai erhielt der Geschwaderchef im Oktober 1892 unerwartet den Befehl, schleunigst nach Ostafrika zurückzukehren, wo es wegen der Nachfolge für den schwer erkrankten Sultan Said Ali von Sansibar zu Unruhen zu kommen schien. Nach Heranziehen von Alexandrine, die sich gerade zu einem Erholungsaufenthalt in Japan befand, trat das Geschwader am 16. November den Marsch von Hongkong aus an.
Am 5. Januar 1893 trafen Leipzig und Alexandrine vor Sansibar ein. Zu ihnen stieß, von Mittelamerika kommend, die Kreuzerkorvette Arcona. Durch Zuteilung der Kreuzerkorvette Marie, die zunächst ebenfalls nach Mittelamerika detachiert worden war, erhöhte sich der Bestand des Verbands auf 4 Schiffe. Hinzu traten wieder vorübergehend die Ostafrika-Stationäre Schwalbe und Möwe. Die Entsendung des Geschwaders nach Ostafrika erwies sich allerdings als überflüssig, denn trotz aller britischen Intrigen bei der Thronbesteigung des Sultans Sultan Hamid ben Tuwain blieb es an der ostafrikanischen Küste ruhig.
Nach Reparaturarbeiten an Leipzig, Alexandrine und Arcona in Kapstadt sollte das Kreuzergeschwader wieder nach der Südsee und Ostasien zurückkehren. Doch der schlechte Erhaltungszustand des Flaggschiffes ließ die geplante Überführung nicht mehr zu. Am 29. März 1893 wurde die Leipzig in die Heimat zurückberufen und am 6. April das Permanente Kreuzergeschwader aufgelöst.

## Ostamerikanische Kreuzerdivision 1900–1905
Wegen fortgesetzter Unruhen in Venezuela sah sich die deutsche Regierung im Jahr 1900 veranlasst, die bis dahin nur zeitweilig besuchte ostamerikanische Station dauerhaft zu besetzen. Zunächst traf der Kreuzer Vineta ein, später weitere Kriegsschiffe.
1902 erzwang die Weigerung Venezuelas, Auslandsschulden in verschiedenen europäischen Ländern zu begleichen, den Einsatz britischer und deutscher Kriegsschiffe zur Durchsetzung nationaler Interessen (Venezuela-Krise). Nachdem ein Ultimatum an die Regierung des venezolanischen Präsidenten Cipriano Castro unbeantwortet geblieben war, begannen die deutschen Schiffe, verstärkt durch Retribution und Quail, am 10. Dezember mit der Beschlagnahme venezolanischer Kriegsschiffe, darunter das Kanonenboot Restaurador. Vier Tage später war diese Aktion abgeschlossen. Eine Verhaftung des deutschen Konsuls in La Guaira konnte durch ein Landungskorps der Vineta, dem die Briten unaufgefordert das der Retribution zur Seite stellten, verhindert werden. Im Gegenzug half das deutsche Landungskorps beim Schutz britischer Staatsangehöriger.
Zur strafferen Führung der vor Venezuela liegenden Schiffe der Ostamerikanischen Station wurden sie am 16. Dezember 1902 zur Ostamerikanischen Kreuzerdivision zusammengefasst. Zum Divisionschef wurde Kapitän zur See und Kommodore Georg Scheder ernannt.
Am 20. Dezember vollzog die britische Regierung die Blockade der venezolanischen Häfen. Dem schlossen sich Deutschland und Italien an. Den Oberbefehl über die Schiffe der drei Länder übernahm Vizeadmiral Douglas auf der Ariadne. Auf deutscher Seite waren neben dem beschlagnahmten venezolanische Kanonenboot Restaurador folgende Schiffe beteiligt:

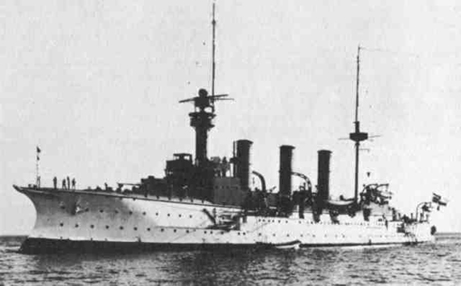
Großer Kreuzer Vineta

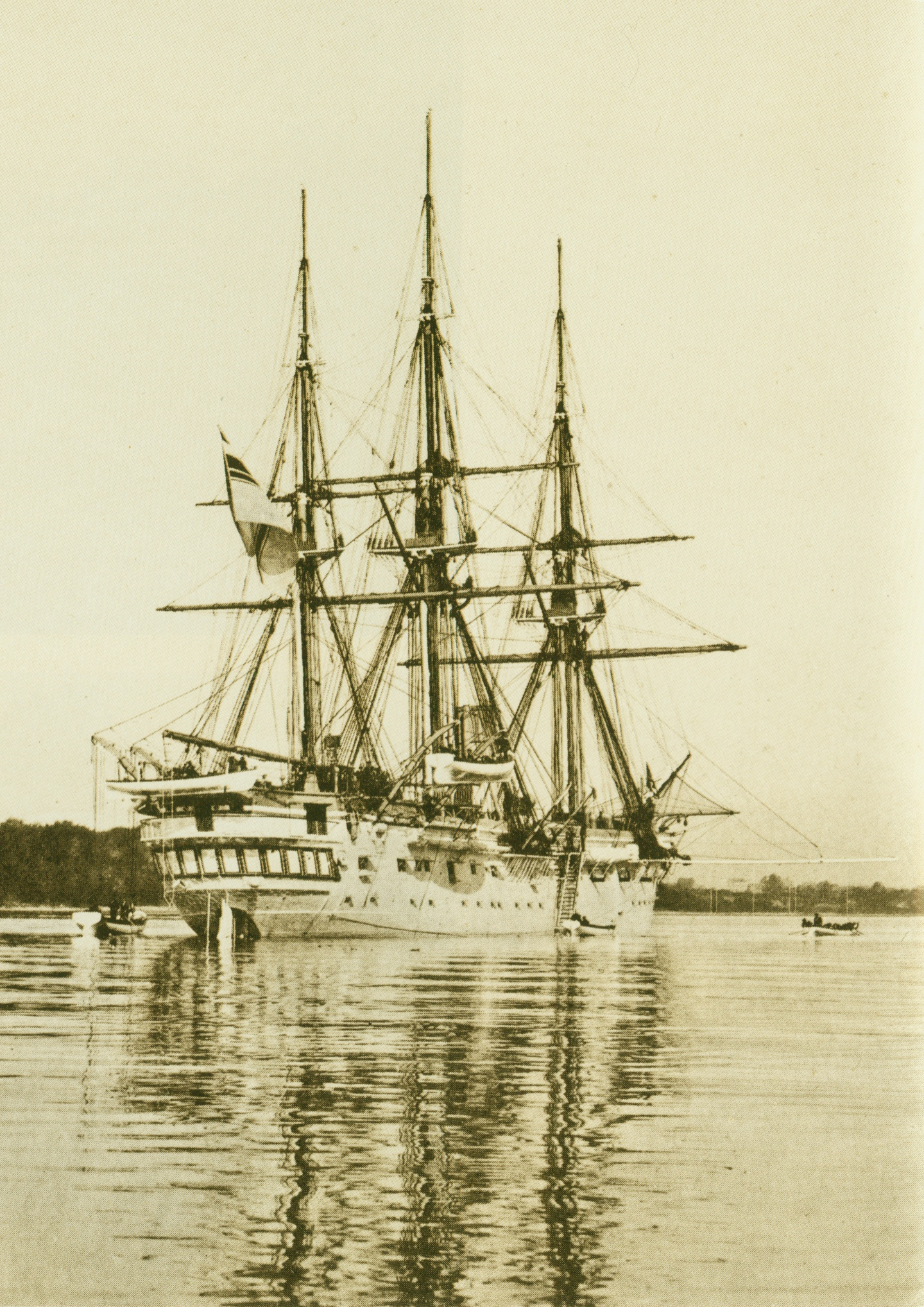
Kreuzerfregatte Moltke

- Großer Kreuzer Vineta (1897) – Flaggschiff Juni 1900 bis März 1905
  - Schulschiff Moltke; September bis Dezember 1901
  - Schulschiff Stein; Oktober 1901 bis Januar 1902
  - Kleiner Kreuzer Falke; November 1901 bis März 1905
  - Kleiner Kreuzer Gazelle; Februar 1902 bis Juni 1904
  - Kanonenboot Panther; August 1902 bis März 1905
  - Schulschiff Charlotte; November 1902 bis Januar 1903
  - Schulschiff Stosch; November 1902 bis Januar 1903
  - Kleiner Kreuzer Sperber; Februar bis März 1903
  - Kohlendampfer Sibiria (Hapag)

Am 4. Januar 1903 besetzten deutsche Landungskorps den Hafen von Puerto Cabello und die auf Reede liegenden Schiffe. Nachdem die Panther am 17. Januar beim Einlaufen in Maracaibo von Fort San Carlos aus beschossen worden war und den Kampf wegen einer Ladehemmung ihres Geschützes abbrechen musste, rückte die Vineta nach und beschoss das Fort mit schwerem Artilleriefeuer. Eine Gegenwehr erfolgte nicht, da das Fort von seiner Besatzung fluchtartig verlassen worden war.
Dies war der einzige Kampfeinsatz der Ostamerikanischen Division in dem Konflikt, denn inzwischen hatte sich eine diplomatische Lösung ergeben. Auf einer Friedenskonferenz in Washington erhielt Venezuela alle beschlagnahmten Schiffe zurück und beglich im Gegenzug die Schulden an Großbritannien und Deutschland. Damit war das Ziel des Militäreinsatzes erreicht. Am 14. Februar 1903 wurde die Blockade aufgehoben. Das Geschwader blieb auch nach der Blockade zusammen und Vineta, Gazelle, Panther und Falke wurden in den folgenden Monaten zunächst in Halifax, Newport News und Bermuda routinemäßig überholt. Die Sperber wurde am 24. März nach Afrika entlassen. Danach besuchten die ersten drei Einheiten ausgiebig kanadische Gewässer, während Falke die eigentliche Station besetzt hielt. Erst im Oktober trafen die Schiffe wieder in Saint Thomas in Dänisch-Westindien zusammen. Dort wurde am 15. November Kommodore und Kapitän zur See Ludwig von Schröder neuer Divisionschef. Im Dezember 1903 und Januar 1904 kreuzte die Division in der Karibik, besuchte vom 4. bis zum 13. Februar Veracruz und lief anschließend verschiedene Häfen der Karibik an. Im Frühjahr 1904 trennten sich die Schiffe der Division.
Obwohl die Ostamerikanische Division weiter bestehen blieb – die Gazelle wurde am 19. Juni 1904 aus dem Verband entlassen, die Bremen trat am 25. September hinzu – erhielten die Schiffe Einzelaufträge. Die Vineta lief von Saint Thomas aus an der Ostküste Südamerikas entlang, besuchte mehrere brasilianische Häfen und trat am 5. Oktober von Rio de Janeiro aus die Fahrt nach Deutsch-Südwestafrika an, wo der Hereroaufstand zu bekämpfen war. Sie kam aber dort nicht zum Einsatz, sondern hielt sich vier Wochen in angolanischen Gewässern auf, um dort vermutete Waffenlieferungen an die aufständischen Herero zu unterbinden. Nach Aufenthalt im Spannungsgebiet – die Vineta wurde zeitweilig vom britischen Kreuzer Barrosa sowie dem portugiesischen Kanonenboot Cacongo beschattet – trat sie im Januar 1905 die Heimreise an. Am 14. März traf das Flaggschiff in Wilhelmshaven ein. Am nächsten Tag wurde die Ostamerikanische Kreuzerdivision offiziell aufgelöst.